# Phoenicurus phoenicurus

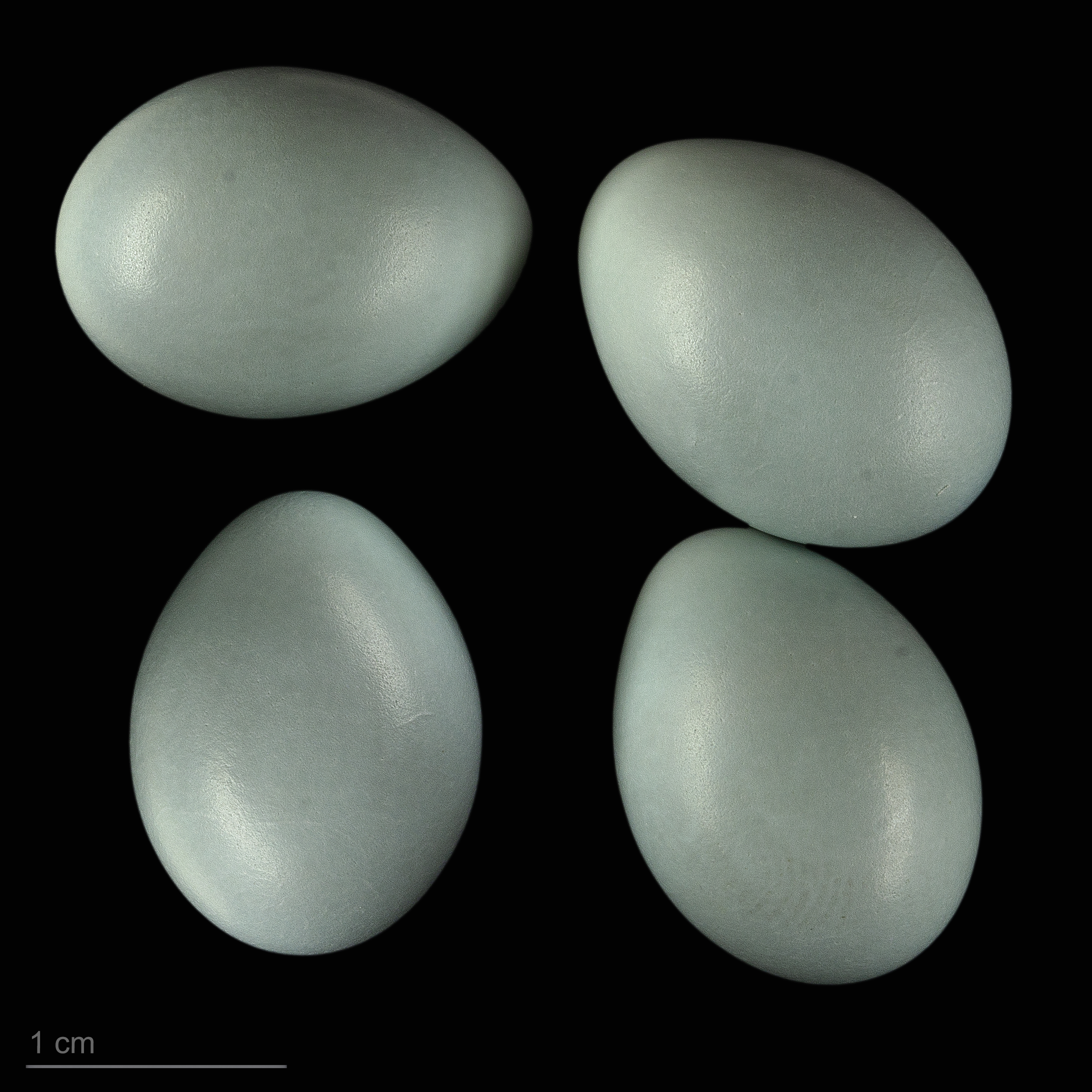
Phoenicurus phoenicurus phoenicurus

Phoenicurus phoenicurus là một loài chim trong họ Muscicapidae.
Loài này thân dài 13-14,5 mm, nặng 11-23g.
Loài chim này thường thích sinh sống ở rừng bạch dương trưởng thành và gỗ sồi mở với một tầm nhìn ngang cao và một lượng thấp cây bụi và tầng dưới, nhất là khi cây đủ tuổi để có lỗ thích hợp cho chúng làm tổ. Chúng thích làm tổ trên các rìa phát quang rừng. Ở Anh, loài này chủ yếu hiện diện ở các khu vực vùng cao ít bị ảnh hưởng bởi thâm canh nông nghiệp, nhưng về phía đông ở châu Âu cũng thường ở các vùng đất thấp, bao gồm công viên và khu vườn cũ trong khu vực đô thị. Chúng làm tổ trong lỗ cây tự nhiên, vì vậy các cây chết hoặc những cây có cành chết có lợi cho loài chim này; đôi khi chúng sử dụng các hộp tổ. Chúng cũng ưa thích các nơi có lớp rêu và địa y dày. Chúng cũng sử dụng rừng gỗ cây hạt trần mở trưởng thành, đặc biệt là ở phía bắc của phạm vi sinh sản. 